# أنيبال دي غاسباريس
أنيبال دي غاسباريس (بالإيطالية: Annibale de Gasparis)‏ هو عالم فلك إيطالي من مواليد 9 نوفمبر 1819 ووفيات 21 مارس 1892. ولدي في مدينة بونيارا، وتوفي في مدينة نابولي.
ينسب إلى أنيبال دي غاسباريس اكتشاف عدد من الكويكبات منها بارثينوبي.